# Историја Ваљева
Историја Ваљева заузима посебно место у историји српског народа. Ваљево и Ваљевци су често имали истакнуту, а неретко и водећу улогу у покретима за национално ослобођење. Међутим, поред војсковођа и народних вођа, ваљевски крај је изнедрио и не мали број значајних књижевника, уметника и научника. Истовремено, овај град се сврстава и међу најстарије градска насеља Србије.

## Од праисторије до средњег века
Плодна и брдима заштићена долина уз реку од давнина је пружала добре услове за живот, на шта указују на тлу града трагови људских заједница још из времена млађег каменог доба, пронађени у Петничкој пећини. Од краја 1. века п. н. е., ваљевска котлина се, заједно с другим територијама данашње Србије, налазила у саставу Римског царства, да би, послије његове поделе крајем 4. века, ушла у оквире Источног римског царства. Током сеобе народа на ову византијску територију трајно се насељавају Словени и оснивају више мањих државица, склавинија, које су биле час аутономне, час у саставу различитих већих држава које на Балкану настају и нестају: Бугарска, Самуилово царство, Угарска, да би у 11. веку опет потпале под утицај Византије. Од самих почетака независне државе Стефана Немање, у њен састав је улазила и шира околина данашњег града Ваљева. Из тих времена на територији самога града до данашњих дана су преостали трагови једног манастира који је датиран на крај 13. и почетак 14. века.

## Ваљево у средњем веку

### Први помен Ваљева
У дубровачкој архивској грађи из XV века налазе се 30 до 40 докумената који се односе на Ваљево. У фондовима Историјског архива у Дубровнику пронађено је пет докумената из последње деценије XIV века, чији помени Ваљева се сматрају најстаријим.
Четири документа директно помињу трг, а један документ је посредног карактера. Првенствено су науци постала позната два документа са поменом Ваљева, то су заправо била два писма написана српским језиком и ћирицом, оба су била упућена књегињи Милици и њеном сину, будућем деспоту Стефану, од стране дубровачке општине.
Прво писмо од 8. октобра 1398. године представља концепт који је написао писар Руско Христофоровић, да би га потом уобличио и послао у српску земљу. Исто то учињено је и са другим писмом које је састављено 30. новембра 1398. године.
Према тим писмима, Турци су похватали дубровачке трговце, одвели их са собом, а дубровачка господа се поводом тога жали књегињи Милици. Нејасно је да ли су их одвели да би за њих тражили откуп. Претпоставља се да су поменути, одведени дубровачки трговци били стално насељени у Ваљеву.
У писму од 8. октобра изричито пише да су Турци ухватили дубровачке трговце у Ваљеву и одвели их. Остали трговци који су чули за ту несрећу нису желели да пођу у српску земљу, па кнез и влада моле књегињу Милицу да са својим синовима напише и да саветује да ли трговци као и раније смеју долазити слободно и на веру. Такође моле да се врати трг.
Након овог писма следи друго од 30. новембра исте године, сличне садржине, где се моле књегиња Милица и њени синови да помогну да Турци ослободе трговце и да врате опљачкану робу. У наведеним писмима се изричито спомињу Турци у Ваљеву.
Трећи документ у коме се директно помиње Ваљево написан је 9. априла 1398. године. Забележен је у Дубровачком архиву, у серији књига Vendita cancellariae. Запис је на латинском језику. Садржина овог документа је следећа; Рафаел Гучетић и свештеник Петар Сума дали су да се запише како је брат свештеника Бартола, Доминче Сума откупљен из турског ропства за пет либара сребра у Ваљеву од стране Николе Гучетића, који је брат наведеног Рафаела. Оно што пада у очи, то је откуп извеног Доминча Суме, што наводи на размишљање у правцу Ваљева као трга робљем, иако се он не спомиње као такав. Мислило се да је ово година када се Ваљево први пут спомиње, међутим, у архивској серији Lettere di Levante откривена су три истовента писма од 19. августа и 19. новембра 1421. и 9. јануара 1422. године, која су представљала позивна писма, упућена извесном Петру Бочкиновићу, која му је упућивао дубровачки console dela corte, са својим судијама. Писма су упућена по двојици курира у Сребреницу и у Ваљево. У њима као инсерт стоји да су се извесни Бокчин, кожар, односно крзнар и његов син Петар заједнички задужили код дубровачког властелина Вукше, Вука Бобаљевића за 500 перпера на шест месеци.
Овај догађај у писму је датиран 18. марта 1393. године. За крзнара Бокчина се претпоставља да је пословао у Ваљеву, док је за његовог сина сигурно да је пословао на Ваљевском тргу и у Сребреници, па постоји могућност да су отац и син 1393. године били и у Ваљеву као трговци кожама и крзном. Овај документ спада у четрвти по реду са посредним поменом Ваљева из 1393. године, и био је основа хипотезе о најстаријем тренутку ваљевског трга који се везује за 1393. годину. Ову хипотезу ускоро је потврдио запис пронађен у архивској серији Debita notariae, у ком је присутан директан помен Ваљева, а запис је датиран 1393. године, и убележен је са пет других записа сличне садржине.

### Трг Ваљево у средњем веку
Као привредни и трговински центар горње Колубаре, јавља се још у средњем веку трг Ваљево. Анализа докумената утврдила је хронологију првог помена Ваљева између 18. марта 1393. и 30 новембра 1398. године и јасно је показала да последња деценија XIV века време у коме ваљевски трг континуирано постоји.
У области Мачванске бановине, пре Ваљева помињу се два трга, Мачва и Дебрц. Ваљево је у склоп српске државе ушло 1402. године, када је деспот Стефан постао вазал угарског краља Жигмунда. Тада је деспот добио Београд, Мачвански банат са долинама Колубаре и Тамнаве, тргом Ваљевом и градом Соколом. Након смрти деспота Стефана, краљу Жигмунду су враћени Београд и Мачва, али Мачва без свог јужног дела, тако да су Ваљево и рудници Крупањ и Зајача и даље остали у поседу српског деспота. За време Деспотовине, Ваљево је улазило у ред тргова, на којима се пословало поред пословања по рудничким местима. Крајем пролећа или почетком лета 1458. године, Ваљево је пало под турску власт.

### Путеви
Северозападна Србија у средњем веку била је испресецана многим путевима. Пут из Сребренице пошто је прешао Дрину код Братунца, рачвао се у два правца. Први је, долином Љубовиђе, испод Ђуримске стене, избијао на село Царину, затим је долином Пецке излазио на јадарски пут и водио даље ка Ваљеву. Краћи пут од Царине до Ваљева водио је преко Прослопа у долину Обнице, па јадарским путем ка Ваљеву. Из Сребренице у Рудник, Београд и Смедерево најбрже се стизало путем Црнча – Прослоп – Ваљево. Стари пут за Подгорину и даље за Ваљево водио је долином Јадра. Из Ваљева, долином Граца, преко Ћебског језера, Лесковице, Букове главе, Мравињаца и Повлена, водио је пут за Ужице.
До Ваљева се стизало и са Приморја и путевима са југа, после прелаза Дрине код Горажда и Вишеграда. Од Ваљева ка Београду, пут је ишао левом обалом Колубаре, преко Словачке косе, и онда силазио у долину Уба и Тамнаве, и даље, јужно од Саве преко Дебрца, продужавао за Београд. Постојали су и путеви Ваљево – Бела Стена, Заслон – Ваљево, као и пут од Ваљева за Пожегу. Ваљево попут неких других тргова, бар делимичино дугује свој настанак чињеници да се налазило на раскрсници путева.

### Цркве
Постоји претпоставка да је за време владавине краља Милутина основано седам нових епископија, међу којима је и Мачванска за коју се не зна где је била њена столица. Једна од могућности је да је била у Ваљеву. Такође се спомиње и Градачка епископија, али је нејасно да ли је реч о ваљевском или моравском Грацу. Постоје историографски прилози који у овај период стављају чак седамнаест епископија, од којих је једна и Београдско – Ваљевска.
На црквишту у Ваљеву крај реке Градац и на гробљу у селу Дићи код Љига пронађене су надгробне плоче које су натписима увериле да испливавају нови и важни подаци, нарочито за време владавине српских краљева Драгутина и Милутина. Данас бисмо само три цркве смели да препознамо као праве средњовековне грађевине. То су Црква у Грацу у Ваљеву, у селу Дићи код Љига и у Славковици на обронцима падина.
О постојању ваљевске цркве у Грацу сведочи једна надгробна плоча монаха Јефрема Ђурића, сина великог тепчије који је сахрањен у овој цркви „у време краља Стефана сина краља Уроша“. Плочу је поставио Јефремов брат Лазар, за владе краља Драгутина, сматра се између 1312 и 1316. године. Овај надгробни натпис сведочи о постојању манастира у ваљевском Грацу почетком XIV века и о друштвеном угледу великог тепчије, Јевремовог оца, чије име није наведено.
Археолог Жељко Јеж дао је подробне описе налаза о цркви на гробљу у селу Дићи код Љига. Пронађен је надгробни натпис о челнику Вугдрагу, који се у монаштву звао Никола, а који је као ктитор ове цркве сахрањен под плочом коју му је поставила жена, госпођа Владислава, у монаштву Ана, године 1327. За време владавине краља Стефана Уроша III. На натпису је наведен и датум смрти челника Николе, 8. мај, на празник Вазнесења и Спасовдан. О оснивању ове цркве може се закључити да је основана пре 1327. године, можда за време владавине краља Стефана Уроша III, а можда и раније.
Црква вероватно посвећена Преображењу у селу Славковица у ваљевском крају својим начином зидања, тесаним каменом и дебљином зидова и темеља, као и неким украсом, подсећа на српску архитектонску делатност из доба деспотовине, и на основу тога може се датовати у време пре 1459. године. Олтарски простор ове цркве је несиметричан, разумљив за сеоске цркве XV века, него за оне раније зидане.

### Односи Ваљева и Дубровника у средњем веку
Ваљево је уједно било и трговиште и друмска раскрсница. Појава Дубровчана у Ваљеву везује се за први помен овог места у историјским изворима.
Деспот Стефан Лазаревић настојао је да прошири везе и ојача економске односе са Дубровником, а да их истовремено и сузи са циљем да допусти и домаћим трговцима да се укључе у послове. Пословање на ваљевском тргу добија посебан значај и проширује се од момента када је деспот Стефан после припајања Сребренице сву увозну и извозну трговину усмерио на Сребреницу. Ваљево је добило на интензитету, јер се налазило на путевима Сребреница – Београд и Сребреница – Рудник.

### Дубровчани на ваљевском тргу
Ваљевски трг је у великом броју окупљао пословне људе из Дубровника. То потврђују разни документи и имена забележена у конзулатима. Међу онима који су пословно везани за ваљевски трг има и припадника грађанских породица и дубровачке властеле. Постојали су људи који су робу или новац узимали на кредит . У периоду од 1393. до 1459. године, у пословима у Ваљеву споменуто је чак 200 таквих особа.
Што се суђења тиче, Дубровчани су имали повластице јер им је у српској земљи судио њихов, а не српски суд. Дубровачки суд се састојао од три члана, председник се звао „конзул“, а остала два члана биле су судије. За сваки спор, дубровачка влада је одређивала састав трочланог већа и место у ком ће заседати. У Ваљеву су била 23 конзулата.
Круг пословних Дубровчана проширио се у Ваљеву у другој деценији XV века. Већи број Дубровчана живео је у Ваљеву средином XV века, од којих су оне пословно активне и најугледније забележиле дубровачке архивске књиге. Неки су били из племићких, неки из грађанских, а неки чак из пучких породица.
Поред дубровачких трговаца, било је у Ваљеву и људи из Дубровника који су живели од свог заната. Поред Дубровчана, у Ваљеву је средином XV века било и Которана који су долазили појединачно и нису ту имали своје насеобине. На тргу је поред странаца било и домаћих људи. Има података да су младићи из Ваљева ступали у службу Дубровчана.

## 14. и 15. век
Током целог раног средњег века у ваљевској котлини су постојала насеља, али с обзиром да су су обављана само сондажна археолошка истраживања, и то на веома малим површинама нема поузданих података о њиховим особинама и простору који су заузимала у односу на данашње градско језгро као и о континуитету постојања и о евентуалним старим именима. Ваљево се први пут помиње у писаним записима у две ћириличне књиге из Дубровачког архива, које датирају из 1393. године, а објављене су под насловом „Старе српске повеље и писма“ (Први том 1929. а други 1934. године).
У време првог познатог помена имена Ваљево, 1393. године, ово насеље је било већ увелико активан трговински центар средњовековне Србије у који су долазили трговци из Дубровника и ту оснивали своје филијале, да би преко њих откупљивали различите сировине које су превозили даље ка западу, док су ту продавали различиту отмену робу набављану дуж обала Медитерана. Успон Ваљева, као и успон аутономне Србије, заустављен је 1459. године када је средњовековна српска држава освојена од стране Турске империје.

## Пад Ваљева под турску власт
Крајем пролећа или почетком лета 1458. године Ваљево је пало под турску власт. Након овог догађаја Дубровчани извесно време нису одлазили у Мачву и у Подунавље, а можда ни у ваљевски крај. Јер граница према Босни и Угарској није била сигурна. Тешко је установити куда су се Дубровчани повукли. У време када се турска власт стабилизовала у српској земљи у Ваљеву није било дубровачке насеобине. Међутим, људи из Ваљева и даље су били у пословном односу са Дубровчанима.

## Под турском влашћу
Са променом феудалног господара живот у ваљевској котлини није у потпуности замро. Истина, уместо трговачких каравана кроз Ваљево су сада пролазиле турске војне јединице на свом походу ка Угарској, чије су се границе у то време налазиле само неколико десетина километара северно од Ваљева. Ипак, иако део једне муслиманске државе у првим деценијама турске власти, Ваљево је остало претежно хришћанско насеље. Разлог за је то да је, због близине непријатељске Угарске, хришћанско становништво пограничних области имало извесне привилегије, како не би бежало преко границе и пружало активну војну помоћ непријатељу. Међутим, већ од друге четвртине 16. века стање почиње да се мења. После велике турске победе над Угарима, 1526. године код Мохача, муслиманска империја креће у даљи поход у Европу, померајући своје границе на север, исток и запад. Тиме Србија, а са њом и Ваљево, постаје територија дубоко у унутрашњости царства. Самим тим турска империја више није имала разлога да и даље чува оне привилегије које је локално становништво до тада уживало. Са њиховим укидањем почиње поступак исламизације. Локално становништво, или прелази у ислам, или бежи даље на север. Они који нису то учинили падају у потчињен положај.
На место одсељеног локалног становништва досељавају се муслимани из удаљенијих крајева. Истовремено, са померањем границе у Ваљеву су створени сви услови за поновни процват трговине, а тиме и за даљи развој вароши. Сликовиту представу убрзаног развоја и исламизације која га прати пружају турски пописи из 16. века. На самом почетку тог процеса, 1528. године у Ваљеву има укупно око 600 становника, од чега је две трећине хришћана. Само три деценије касније, 1560. године, број становника се повећао за три и по пута (око 2.060), али у ствари, повећао се само број муслимана, док је број хришћана смањен, тако да је сада њихов однос 6 према 1 у корист муслимана (1528. године је у Ваљеву било 71 хришћанска и 27 муслиманских кућа, а тада је број хришћанских кућа спао на 51, док се број муслиманских попео на 293). Овај процес исламизације је настављен и у следећем веку, тако да некадашњи хришћански трг постаје права оријентална касаба. Такву слику о њему је почетком 17. века оставио и познати француски дипломата и путописац Луј Жедеон, написавши да је Ваљево: „многољудно и пространо место, пријатно по великом броју вртова“. Сличну представу оријенталне насеобине је 1660. године оставио и чувени турски путописац Евлија Челебија помињући постојање десетак џамија, једног турског купатила и већег броја кућа окружених вртовима и баштама. У то време Ваљево се за два и по пута повећало у односу на стање пре сто година. Тада је у њему било има 870 кућа са око 5.200 становника. Поред тога Челебија је забележио да се Ваљево налази у долини, да заузима обе обале реке Колубаре која га дели на два дела. На једној обали је такозвана чаршија, пословни део града, са радњама и дућанима, док се са друге стране реке налази стамбени део. Ваљево се тада налазило на оном месту где је данас његово најуже језгро, заузимајући као и данас обе обале реке. Претпоставља се да је пре Челебијине посете, када је у вароши било мање домаћинстава, целокупан његов садржај био смештен само на једној обали реке.

### 17. и 18. век
Као што је померање границе даље од Ваљева изазвало његов брз развој, тако ће и поновно приближавање границе, узроковано слабљењем Османског царства и јачањем Хабзбуршке монархије, изазвати опадање. Са Великим Бечким ратом (1683—1699) Османско царство је изгубила велики део својих дотадашњих територија и њена граница према Хабзбуршком царству се опет усталила на само неколико десетина километара северно од Ваљева. Тиме су створени услови да у свим следећим ратовима Ваљево и његова околина постану поприште зараћених страна. Чак, после рата, који се завршио 1719. године, Ваљево се привремено нашло унутар нових граница Аустријске царевине и поново је постало хришћанско насеље, али доста мања, са мање од 200 домаћинстава.
Пошто је већинско турско становништво сада напустило Ваљево требало га је из почетка насељавати. У испражњено место је стигло ново становништво. То су пре свега били Срби, како цивили, тако и војници, граничари, јер је Ваљево било погранично место са Османским царством, будући да се дуж планинских врхова, само пар сати хода од самог града протезала нова гранична линија између две непријатељске државе. То је свакако утицало да нови развој буде знатно спорији. Ипак, поред Срба у варош се населио и извесни број немачких породица. Војни планови сачувани из тих времена недвосмислено показују да се тадашње Ваљево простирало на обе обале Колубаре, на истом месту на ком се налази и данашње градско језгро.
Међутим, времена за дужи неометан развој није било довољно, пошто је већ почетком друге половине четврте деценије 18. века почео нови рат између Аустроугарске и Османског царства и на основу мира потписаног 1739. године Ваљево се поново нашло у оквирима Турске империје. Варош је опет била испражњена и почињао је њен нови развој, поново као исламске касабе. На почетку тога развоја, 1741. године, забележено је да у Ваљеву има 80 муслиманских и 11 хришћанских домаћинстава, са укупно око 550 становника. Већ четири деценије касније, 1784. године, Ваљево се повећало скоро пет пута, јер у њему тада има 400 муслиманских и 50 хришћанских кућа (око 2.300 становника). Планови и описи града настали крајем тог века приказују насеље смештено на месту језгра данашњег града, на обе обале Колубаре, с тим што је, као и данас, већи део насеља био са леве стране реке. Међутим, промене које ускоро следе довешће до нових драстичних, овај пут трајних, промена. Управо у то време настала је данас најстарија сачувана зграда у Ваљеву, Муселимов конак.

## У модерној српској држави
Са почетком 19. века почео је и историјски процес убрзане трансформације већег дела територије Србије. Почела је Српска револуција са Првим устанком као почетном оружаном фазом. Већ 1804. године локално српско становништво је подигло побуну против турских господара и успело да ослободи велики део Србије. На тој ослобођеној територији је основана посебна устаничка држава. Ваљево је било једно од првих насеља градског типа које је ослобођено. Тада, после скоро три и по века, оно поново постаје српски град у независној српској држави, али сталне борбе за очување независности и слабо развијена трговачко занатска пракса међу српским становништвом онемогућили су бржи развој овога града.
Српско становништво је вековима живело углавном по селима бавећи се скоро искључиво пољопривредом, препуштајући Турцима оне привредне делатности заступљене по градовима, те није имало потребе да у већем броју насељава ослобођену варош. Зато је 1808. године забележено да у Ваљеву има само 200 кућа са око 1.000 становника. Ипак, темељи данашњег хришћанског насеља су баш тада постављени. Крајем 1813. године турска офанзива је успела да покори независну државу створену у Првом српском устанку и на кратко, муслимани су опет загосподарили Србијом и Ваљевом, али 1815. године је почео Други српски устанак. После само неколико месеци борби устанак је завршен преговорима кроз које је Србија добила ограничену аутономију која ће у наредним деценијама, корак по корак, бити проширивана до потпуне независности. Иако, званично, и даље у оквирима турске империје, она хришћанска варош, створена током Првог српског устанка, и даље постоји. Истина у Ваљеву је и даље било Турака, али њихов број је бивао све мањи. Тако је забележено да 1826. године у самом Ваљеву има око 150 хришћанских и једва 30 муслиманских кућа. Већина муслимана је напустила своја имања и преселила се у друге градове који су имали тврђаве, будући да су се ту осећали безбеднији. Али ни оно малобројно муслиманско становништво није дуго остало. 
Почетком тридесетих година, кнез Милош Обреновић је са турским државним органима постигао договор о повећању аутономије. На основу њега сви они Турци који су напустили своју имовину по Ваљеву и другим сличним местима за њу су добили правичне накнаде, док Турци који су у тим местима остали и даље да живе, обавезали су се да своју имовину продају и да се настане, или само у градовима са тврђавама, или ван Србије. Тако и Ваљево поново постаје искључиво хришћанско место. Међутим од 1815. до 1830. године одлив турског становништва из града је био далеко већи него прилив новога хришћанског становништва. Малобројни хришћани који су долазили били су углавном занатлије и трговци и стога су се насељавали само у оном делу града где је била чаршија, као својеврсна привредна четврт, значи, на десној обали Колубаре. Тако су, управо у то време, на месту где се и раније налазила ваљевска чаршија, постављени темељи данашњег Тешњара, старог, сада реконструисаног и ревитализованог трговачког и занатског дела некадашњег Ваљева. Истовремено, супротна, лева обала ове реке, на којој се раније неалазио већи, стамбени део насеља, постаје пуста. Већ 1832. године кнез Милош Обреновић наредио да се са те стране подигне нова ваљевска црква. Кнез је знао да је црква центар градског живота у Србији и да ће убрзо око ње почети и са те стране да ничу и нове куће. Али, да тај развој новог дела Ваљева не би био стихијски кнез Милош је већ следеће 1833. године, док црква још није ни почела да се гради, послао у Ваљево инжињера који је на пустој ледини трасирао будуће улице дуж којих варош треба да се шири. Наравно, све то је дало велики подстрек даљем развоју насеља. На почетку тога процеса, 1839. године варош коју су Турци напустили, а нови становници нису дошли на њихово место, имала је 873 становника, али, само две деценије касније, пошто је ширење насеља на другу обалу узело маха, 1862. у Ваљеву је регистровано два и по пута више људи, 2.150. Овакво повећање становништва је превазишло могућности које су у попуњавању простора нудиле оне 1833. године трасиране улице. Године 1855. је израђен нови план развоја модерног, ортогоналног Ваљева у коме се улице секу под правим углом. Он је рађен са перспективама дугорочног развоја града и зато оне улице које су тада предвиђене и данас постоје представљајући најуже градско језгро данашњег Ваљева.
Израда овог плана дугорочног развоја града представљала је важан импулс за убрзану модернизацију и европеизацију дојучерашње оријенталне вароши. Ваљево доживљава брз развој и број становника се вишеструко повећава. Поред повећања броја становника напредак у другој половини 19. века је видљив и на другим плановима. У доскора искључиво занатском насељу се отварају и први индустријски погони, стиже железничка пруга, електрична енергија, отвара се Гимназија, приказују се прве позоришне представе.

## 20. век
20. век је век даљег убрзаног развоја насеља, када Ваљево постаје важан индустријски, али и културни центар. Током Првог светског рата у непосредној околини Ваљева је вођена Колубарска битка, а сам град се претворио у огромну болницу у којој су лежали рањеници као и оболели од велике епидемије тифуса.
Једна последица рата је била и велика учесталост сифилиса у околним селима. У Краљевини СХС, Ваљевски округ постаје Ваљевска област (1922-29), која затим постаје део Дринске бановине.  Средња пољопривредна школа, једна од три у тадашњој држави, постоји од 1923. Темељи нове болнице су освећени јула 1938. Зграда филијале Државне хипотекарне банке је освећена 17. децембра 1939. Током 1930-тих број становника се скоро удвостручио, са 11 на 20 хиљада. За годину дана се давало 1.300 биоскопских "представа", са преко 200.000 гледалаца.
Огромна разарања град је доживео и у Другом светском рату, али и на самом крају 20. века, када је у више наврата био бомбардован током НАТО агресије на Србију.